# 毛皮貿易

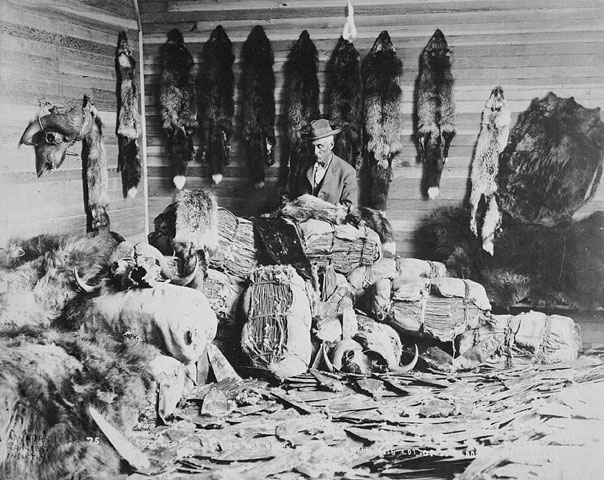
アルバータ州の毛皮貿易業者、1890年代

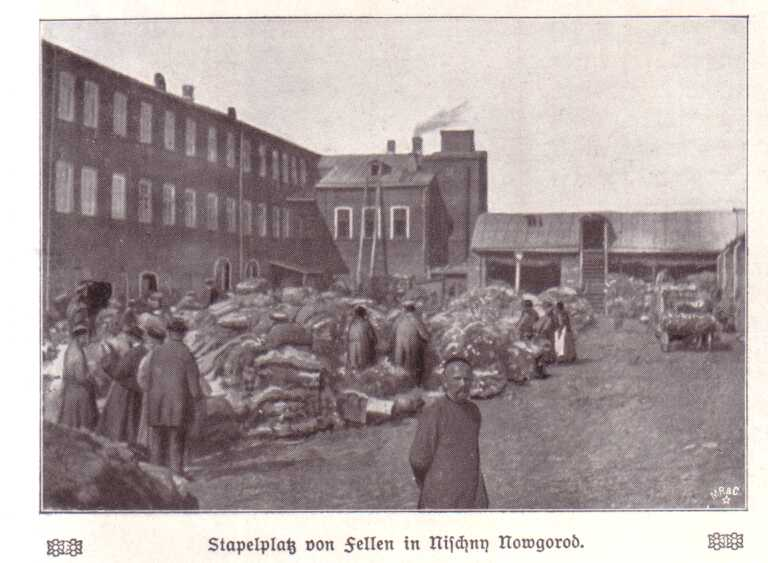
ニジニ・ノヴゴロド州の毛皮貿易、1906年以前

毛皮貿易（けがわぼうえき、英: Fur trade）は、動物の毛皮を獲得し、販売する世界的な産業である。毛皮が暖を採りやすい素材として衣類に使われたことで、16世紀のシベリアから産業として成長し、探検が進んだ北アメリカで発展した。
19世紀前半に動物の乱獲のために絶滅が危惧される種が増えたこと、また衣類に対する嗜好の変化のために、今日、産業としては衰退している。

## ロシアの毛皮貿易
アメリカ大陸の植民地化以前、ロシアは西ヨーロッパやアジアの一部に向けた毛皮、生皮の主要な供給者だった。毛皮は中世初期からまずバルト海や黒海を通じて発展した貿易の中で、ロシアの主要輸出品だった。鉄道の発展と共にドイツのライプツィヒのような都市を通じて貿易を行った。
当初ロシアではノヴゴロド共和国の商人がロシア北方や東方の民族と交易し、主としてテン、ビーバー、オオカミ、キツネ、リスおよび野ウサギの生皮を手に入れ西欧へ輸出した。16世紀から18世紀に掛けて、ロシア人はコサックを先頭に、毛皮動物の産地であり多くの動物種が豊富な地域であるシベリアを目指してウラル山脈を越え、オビ川、エニセイ川、レナ川水系と大河を伝って太平洋や北極海にまで進出した。ロシア帝国はシベリア全域を管理し、北極キツネ、大山猫、クロテン、ラッコおよびオコジョ（アーミン）を手に入れた。さらに珍重されるラッコ（その生皮は中国でまず使われた）や後にはキタオットセイを求めて、ロシア帝国は千島列島、アリューシャン列島、北アメリカ、特にアラスカに進出し露米会社を設立した。17世紀から19世紀後半にかけては、ロシアが世界最大の毛皮供給国だった。毛皮貿易はシベリアの開発、ロシア領極東、さらにはアメリカ大陸の植民地化において重要な役割を果たした。この頃には、クロテンがウラルのスヴェルドロフスク州、シベリアのノヴォシビルスク州、チュメニ州およびイルクーツク州各州で地域の象徴となった。
ヨーロッパ人が北アメリカを発見し、その広大な森林と野生動物、特に豊富なビーバーの毛皮を手に入れたことで、17世紀には北アメリカがヨーロッパでの獣毛フェルトや毛皮縁飾りや衣類のために使われる生皮の主要供給元になった。毛皮は暖かい衣類を製造するための主要な産品であり、石炭が流通し暖房が普及する以前は特に重要だった。
ロシアでは毛皮は高級品として珍重され、国の専売品であった。一時期、国の収入の1/3を毛皮が占めたこともあった。

## 北アメリカの毛皮貿易
北アメリカの毛皮貿易は新世界（北アメリカ）におけるヨーロッパ系アメリカ人とアメリカ合衆国の先住民族およびカナダのファースト・ネーションズとの間の接触の初期歴史の中心部分だった。1578年、ニューファンドランド島にはヨーロッパの漁船350隻がいた。水夫達は先住民の着古した毛皮と金属製道具（特にナイフ）とを交換し始めた。
ビーバー・ローブはビーバーの生皮を先住民がなめし、縫い合わされた毛布だった。それらはフランス語で「カストール・グラ」英語で「コート・ビーバー」と呼ばれ、間もなくフェルト造りに特に有益だと、新たに発展したフェルト帽製造産業に認められるようになった。歴史家の中には「カストール・グラ」という言葉を説明しようとして、コート・ビーバーは長く着けていると人間の油分で富むようになり（帽子を使うと貴重な産毛に触れることで頭頂部の髪の大半がすり切れる）、それが帽子屋には魅力的だったと考える者がいた。これは、油分が羊毛のフェルト地を邪魔し、むしろ強化するので、ありそうにないように思われる。1580年までにビーバーの「ウール」はフランスのフェルト帽子屋にとって最初の主要材料になった。その後間もなくイングランドで帽子製造者が使うようになり、特にユグノーの避難民がフランスからその技能や好みを持ち込んでからは普及した。

### 初期の組織
ショーバン船長がヌーベルフランスで毛皮貿易を支配しようとして最初に組織的試みを行った。1599年、フランス王アンリ4世から独占権を取得し、サグネ川河口（ケベック州タドゥサック）に植民地を造ろうとした。フランス人探検家達（および材木商達、例えばエティエンヌ・ブルーレ、サミュエル・ド・シャンプラン、ピエール＝エスプリ・ラディッソンおよびメダール・ド・グロセイユール、ラ・サール、ル・シュール）は大陸を抜ける道を探りながら、アメリンディアンとの関係を確立し、ヨーロッパ人には「普通」と考えられる物と生皮との交易を拡げ続けた。動物の冬の毛皮は暖かいと評判になり、特にビーバー・フェルト帽に使われるビーバーの生皮はヨーロッパで高級品の象徴になった。これらビーバー・フェルト帽に対する需要によって、ヨーロッパやヨーロッパ・ロシアにおけるビーバーは乱獲のためにほとんど絶滅近くなっていた。
1613年アンリ・クリスチャンセンとアドリアン・ブロックはモホーク族やモヒカン族との毛皮交易関係を確立するために遠征隊を起こした。1614年までにオランダ人は毛皮貿易から大きな経済報酬を確保するためにマンハッタンに船舶を派遣していた。
ラディッソンおよびグロセイユールは最初の大きくて無免許の毛皮取引を拒否されて苦い思いをし、1668年にイギリスを貿易に引き込んだ。彼等はイングランドのチャールズ2世の政府とマサチューセッツ湾植民地ボストンの事業家を説得し、北のヌーベルフランスという最良の毛皮の国で作られる多額の金があると報せた。ハドソン湾会社は毛皮貿易人の何人かを捕まえることから始めて、北アメリカでは最初の商業会社になると共に、世界で最大の貿易会社になった。
一方、イギリス領南部植民地では、チャールストンを積出港として鹿皮貿易が確立された。アメリカ先住民の社会では大いに欲しがられたヨーロッパ製商品と生皮を交換してくれるという噂が先住民狩人の間に広まった。斧頭、ナイフ、千枚通し、釣り鉤、様々な種類と色の衣類、毛織りの毛布、リンネルのシャツ、薬罐、宝石、ガラス玉、マスケット銃、弾薬が「生皮」1枚と取り引きされる主要商品だった。
南部植民地の交易基地では、交換用に多くの種類のアルコール（特にブランディとラム酒）も紹介された。ヨーロッパの貿易業者が大陸に群がり集まり、交換で莫大な利益を上げた。例えば金属製斧頭1個が1枚のビーバー生皮（ビーバー・ブランケットとも呼ばれた）と交換された。同じ毛皮でイングランドでは数十の斧頭を買うことができ、毛皮貿易はヨーロッパ諸国にとって莫大な利益あるものになった。鉄の斧頭は先住民が辛苦して作っていた石斧に置き換わり、先住民もこの交易から少なからぬ利益を得た。

### 社会と経済の繋がり
毛皮貿易の政治的利点はしばしば経済面よりも重要になった。貿易は異なる文化の間で提携を固め、良い関係を維持する方法だった。北アメリカに赴く毛皮貿易業者は通常社会的にも財政的にも地位のある若い独身男性であり、結婚を外交的結びつきの手段として使ったので、ヨーロッパ人とファースト・ネーションズやアメリカ先住民族との間の結婚と姻戚関係はよくある話になった。貿易業者はしばしば高い階級にあるインディアンの女性と結婚あるいは同棲した。罠猟師や他の労働者は通常低い階級の女性と関係を持った。ヨーロッパ人と先住民との混血した子孫は独自の言語と文化を発展させ、カナダでは現在メティと呼ばれる少数民族集団として認められてきた。これらの集団は2階層の社会を形成した。毛皮貿易業者と酋長の子孫は社会や経済の集まりで傑出した存在になった。低層の子孫は狩猟、罠猟および農業に基づく別のメティ文化の大半を形成した。
毛皮貿易が生む利益のため、ヨーロッパ各国の現地政府は様々な先住民社会との交易の支配を賭けて互いに争った。アメリカ先住民族は戦争のときにどちらを支援するか決めるときに、どちらが正直に最良の交易品を供給してくれるかで判断した。貿易は政治的に重要だったので、悪用を避けることを期待して厳しく規制されることが多かった（しかし、しばしば無駄に終わった）。恥知らずな貿易業者は取引の間に先住民にせっせと酒を飲ませることで誤魔化すことがあった。これは結果として不満を生み、しばしば暴力事件になった。
アメリカ合衆国が独立した後は、1790年7月22日に最初に成立したインディアン交際法によって先住アメリカ人との交易が規制された。インディアン問題担当局はインディアン準州内での交易に免許を発行した。1834年、アメリカ合衆国のミシシッピ川から西では大半にこれが適用された。そこではメキシコからのマウンテンマンや貿易業者が自由に活動していた。
初期の探検隊はしばしば毛皮貿易遠征隊であり、その多くは北アメリカの特定地域にヨーロッパ人が初めて到達した記録となった。例えば、エイブラハム・ウッドはアパラチア山脈南部を探検する毛皮貿易隊を派遣し、その過程でニュー川を発見した。サイモン・フレーザーはフレーザー川の大半を探検した毛皮貿易業者だった。
1834年、太平洋毛皮会社を創設し、アメリカで最大の毛皮貿易会社としたジョン・ジェイコブ・アスターは、毛皮を得ていた動物全てが希少になったことを認識して引退した。ヨーロッパ人の開拓地が拡がり、先住民社会を最良の猟場から移させた。毛皮に対する需要はヨーロッパの流行が変わって低下していった。アメリカ先住民の生活様式は貿易によって変えられた。ヨーロッパ製品を得続けるために借金に頼り、支払が難しくなって、しばしばヨーロッパ人開拓者に土地を売るようになった。土地を売ることを強制されたときの不満は戦争に繋がった。

### 毛皮貿易と経済人類学
経済史学者や人類学者は初期北アメリカでの毛皮貿易業者の重要な役割を研究したが、先住民族の経済態様を表現する理論的枠組みで理論の一致を見ていない。
ジョン・C・フィリップスとJ・W・スマーは、毛皮貿易とヨーロッパ列強の権力闘争とを結びつけ、毛皮貿易は覇権の拡大と支配権の維持手段として役立ったと指摘している。個々人の経験は捨ておいて、その「高度に政治的かつ経済的重要さ」を露呈した世界的な舞台における関係を求めた。E・E・リッチは経済の視野を貿易会社やその雇員の役割に焦点をあてるレベルにして、彼等が大陸を開拓する国や州の役割の代わりにカナダの領土の大半を「開拓」したと指摘している。
リッチの他の著作では、この分野を支配しているか、あるいは混乱させていると考えるようになる者もいる形式主義者と実在主義者の論争の核心に触れている。ハロルド・イニスのような歴史家達は、特にカナダの歴史では以前から形式主義者の立場を採り、新古典派経済学の原則が西洋の社会に影響したまさにそのように西洋とは違う社会にも影響したと考えている。しかし、1950年代以降、カール・ポラニーのような実在主義者はこの考え方に異議を唱え、伝統的な西洋市場の貿易に変わるもの、すなわち、贈与交易と管理交易として原始社会が関わることができたと主張している。リッチはある影響力ある記事でこの議論を取り上げ、インディアンは「ヨーロッパ人の概念あるいはヨーロッパ人が接触してくることの基本価値の受容を一貫して躊躇した」とし、「イギリスの経済ルールはインディアンの交易には適用されなかった」と主張した。インディアンは経験豊富な交易者だったが、基本的に資産について異なった考え方を持っており、そのことがそのヨーロッパ人交易相手を混乱させた。エイブラハム・ロートスタインはその後、これらの議論を明白にポラニーの理論的枠組みに当て嵌め、「管理された交易は「湾」での操作とロンドンでの市場貿易だった」と主張した。
アーサー・J・レイは2つの影響力ある著作で毛皮貿易の経済的研究の方向を恒久的に変え、イニスとロートスタインの極論の間で修正された形式主義者の立場を示した。レイは「この貿易の仕組みは、「贈与交易」とか「管理交易」とか「市場貿易」とかにきっちりとラベル付けするのは不可能である、というのもこれら全ての形態要素を包含しているからである」と説明した。インディアンは様々な動機で交易に携わった。形式主義者や実在主義者がやったようにこれらを単純な経済あるいは文化の二元論に落とし込むことは無益な単純化であり、それが説明できる以上に曖昧にしている。さらにレイはハドソン湾会社に残される交易勘定や帳簿を優れた質的分析に用い、この分野の方法論の限界を拡げた。レイの立場に従って、ブルース・M・ホワイトは先住民族がそれまでの文化様態に新しい経済関係を当て嵌めた複雑な方法をより微妙に描写することにも貢献した。
リチャード・ホワイトは形式主義者と実在主義者の論争が「古臭く飽きられた」ことを認めたうえで、実在主義者の立場を再活性化しようとした。安易な単純化に対して警告するというレイの中庸的な立場を採りながら、ホワイトは形式主義に対する単純な議論を進めた。「生活は事業ではなく、そのような単純化は過去を歪めることに過ぎない」その代わりにホワイトは、ヨーロッパ人とインディアンがその文化的違いを適合させようとした「中立地帯」の部分を毛皮貿易が占めていたと主張した。毛皮貿易の場合に、これはインディアンが毛皮貿易に吹き込んだ政治と文化の意味合いからフランスが学ぶことを強いられたことを意味している。支配ではなく協調が必要だった。

### 毛皮貿易基地や砦のリスト（一部）
1800年代初期までに、幾つかの会社が北アメリカ中に一連の毛皮貿易基地や砦を建設した。
| カナダ - ブルボン砦：現在のマニトバ州グランド・ラピッズ近く - ドーフィン砦：マニトバ州 - エドモントン砦：アルバータ州 - ド・ル・コルヌ砦：サスカチュワン州、後にア・ラ・コルヌ砦、北アメリカのフランス帝国の基地として最西 - カールトン砦：サスカチュワン州 - エリス砦：マニトバ州 - フロントナック砦：当初はカタラキ砦、オンタリオ州、1673年建設 - ギャリー砦：マニトバ州ウィニペグ - ジブラルタル砦、ウィニペグ - 下流ギャリー砦：マニトバ州 - カミニスティキア砦：オンタリオ州 - ラ・レーヌ砦：マニトバ州 - ルイブール要塞：ノバスコシア州 - モールパ砦 - マクマレー砦：アルバータ州 - パスコイア砦：マニトバ州 - ルージュ砦：マニトバ州 - ウィリアム砦：オンタリオ州 - クータニー・ハウス：ブリティッシュコロンビア州 - オールドフォート・プロビデンス：ノースウエスト準州 - ロッキーマウンテン・ハウス：アルバータ州 - ヨーク・ファクトリー：マニトバ州 | アメリカ合衆国 - カバンヌ交易基地：ネブラスカ準州 - フォントネル基地：ネブラスカ準州 - アストリア砦：オレゴン州 - ボイシ砦：アイダホ州 - ブエナベンチュラ砦：ユタ州 - コルビーユ砦：ワシントン州 - ド・ビュアード砦：ミシガン州 - ブリッジャー砦：ネブラスカ準州 - デトロイト砦：ミシガン州 - デュケーヌ砦：ペンシルベニア州 - ホール砦：アイダホ州オレゴン・カントリー - ホイ・デ・ゲーデ・フープ砦：コネチカット州、ニューネーデルラント - リーザ砦：ネブラスカ準州 - マキナック砦：ミシガン州 - ナッソー砦：ニューネーデルラント（ニューヨーク州オールバニ） - オレンジ砦：ニューネーデルラント（ニューヨーク州オールバニ） - ミチリマキナック砦：ミシガン州 - ニスクァリー砦：ワシントン州 - フォート・ロス：カリフォルニア州 - セントチャールズ砦：ミネソタ州 - セントジョセフ砦：ミシガン州 - スネリング砦：ミネソタ州 - バンクーバー砦：オレゴン準州 - バスケス砦：コロラド州 - ビンセンヌ砦：インディアナ州 - グランド・ポーテージ：ミネソタ州 - カリースペル・ハウス：アイダホ州 - マッサカー・アイル：アラバマ州 - ニューアムステルダム：ニューネーデルラント（ニューヨーク州） - サリーシュ・ハウス：モンタナ州 - スーセントマリー：ミシガン州 - スポーケン・ハウス：ワシントン州 |

### 現在
現在カナダには約8万人の罠猟師（罠免許に基づく）がおり、その約半分は先住民族である。